# Тоора-Хем
Тоора-Хем (рос. Тоора-Хем) — сільське поселення (сумон), яке входить до складу Тоджинського кожууна Республіки Тива Російської Федерації та є його центром. Адміністративним центром сумона є село Тоора-Хем.

## Клімат
Село знаходиться у зоні, котра характеризується континентальним субарктичним кліматом. Найтепліший місяць — липень із середньою температурою 15.1 °C (59.1 °F). Найхолодніший місяць — січень, із середньою температурою -27.3 °С (-17.1 °F).
| Клімат Тоора-Хем        | Клімат Тоора-Хем | Клімат Тоора-Хем | Клімат Тоора-Хем | Клімат Тоора-Хем | Клімат Тоора-Хем | Клімат Тоора-Хем | Клімат Тоора-Хем | Клімат Тоора-Хем | Клімат Тоора-Хем | Клімат Тоора-Хем | Клімат Тоора-Хем | Клімат Тоора-Хем | Клімат Тоора-Хем |
| Показник                | Січ.             | Лют.             | Бер.             | Квіт.            | Трав.            | Черв.            | Лип.             | Серп.            | Вер.             | Жовт.            | Лист.            | Груд.            | Рік              |
| Середня температура, °C | −27,3            | −22,1            | −11,7            | −0,8             | 6,7              | 12,7             | 15               | 12,1             | 5,2              | −3,4             | −15,6            | −24,9            | −4,5             |
| Норма опадів, мм        | 9.9              | 6.1              | 5.1              | 13.3             | 26.4             | 52               | 72.7             | 65.8             | 33.5             | 15.4             | 14.4             | 11.6             | 326.4            |
| ----------------------- | ---------------- | ---------------- | ---------------- | ---------------- | ---------------- | ---------------- | ---------------- | ---------------- | ---------------- | ---------------- | ---------------- | ---------------- | ---------------- |
| Джерело: Weatherbase    |                  |                  |                  |                  |                  |                  |                  |                  |                  |                  |                  |                  |                  |

## Населення
Населення сумона станом на 1 січня року
| Рік    | 2011 | 2012 | 2013 | 2014 | 2015 |
| ------ | ---- | ---- | ---- | ---- | ---- |
| Насел. | 2933 | 2966 | 2965 | 3024 | 3242 |